# مقاطعة إيميشلي
مقاطعة إميشلي (بالأذرية: Imişli) هي مقاطعة في أذربيجان، ووتشارك كلاً من مقاطعة إميشلي ومقاطعة صابرآباد المجاورة لها  بحيرة ساريسو وهي أكبر بحيرة في أذربيجان.